# Ceny Paměti národa

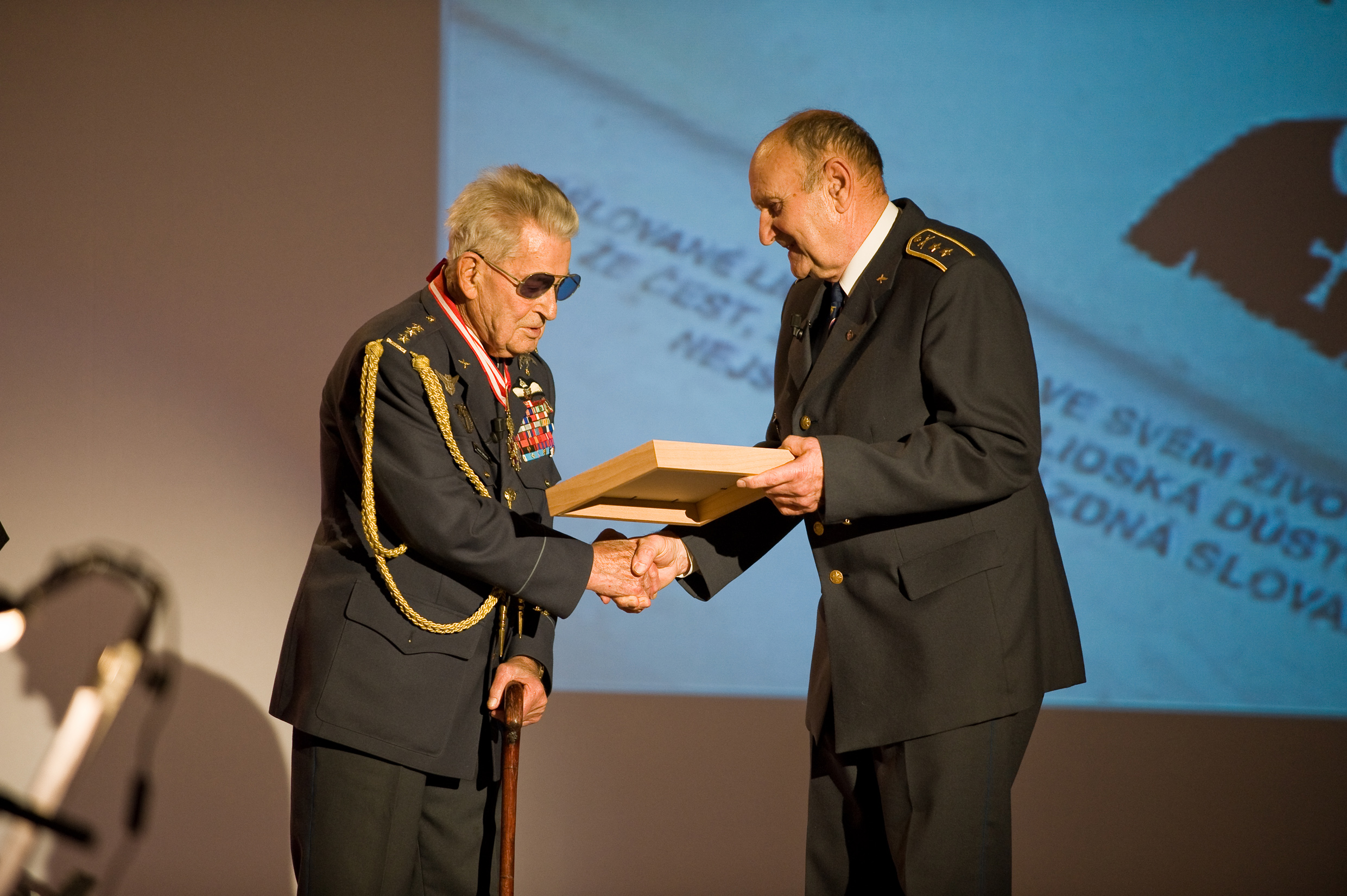
V roce 2011 si Cenu paměti národa přebral letec Imrich Gablech

Ocenění Ceny paměti národa uděluje od roku 2010 obecně prospěšná společnost Post Bellum. Cena je definována jako uznání těm, kteří ve svém životě dokázali, že „čest, svoboda a lidská důstojnost nejsou prázdná slova.“ Smyslem je ocenit pamětníky, kteří se během svého života zachovali v těžkém životním okamžiku hrdinně či se nezpronevěřili svým životním postojům. Ať už jde o válečné veterány, disidenty, politické vězně, odbojáře, perzekvované spisovatele, představitele undergroundu, skauty, příslušníky církví, přeživší holokaust a mnohé další. Jde o osoby, z nichž každý v konkrétní chvíli svého života našel odvahu postavit se zlu nebo pomoci ostatním a tím přispěl ke svobodě dnešní společnosti.

## Výběr oceněných
Oceněné vybírá porota složená z několika desítek historiků, novinářů a badatelů z databáze příběhů pamětníků, které jsou obsaženy v rozsáhlém archivu Paměť národa. Ten v současnosti obsahuje okolo 3000 audio a video nahrávek rozhovorů s pamětníky událostí 20. století. Ceny jsou každoročně předávány během komponovaného večera, pořádaného společností Post Bellum ve spolupráci s Ústavem pro studium totalitních režimů, Českým rozhlasem a Českou televizí. Průběh slavnostního večera je zprostředkován divákům České televize, Slovenské televize a posluchačům Českého rozhlasu v živém (přímém) přenosu.

## Uskutečněné ročníky

### Ceny paměti národa 2010
V roce 2010 byly ceny předávány během slavnostního večera s názvem My jsme to nevzdali, konanému při příležitosti 65. výročí konce 2. světové války. Večer, jehož režisérem byl Václav Marhoul, byl rozdělen do čtyř bloků, představující etapy v historii naší země od roku 1938 až do současnosti a diváky večerem provázel Marek Eben. Mezi oceněnými byly osobnosti známé, například generál Tomáš Sedláček nebo studentský vůdce Šimon Pánek, i neznámé: vězeň komunistického režimu Jan Pecka a chartistka Věra Roubalová Kostlánová.

### Ceny paměti národa 2011
Podruhé byly Ceny Paměti národa slavnostně uděleny dne 17. listopadu 2011 v pražském Radiopaláci. Jednotliví laureáti byli představeni čtyřmi krátkými portrétní filmy, které byly vytvořeny unikátní technikou kombinace komiksu a animovaného vyprávění. Večer opět moderoval Marek Eben a režisérsky vedl Jan Svěrák. Oceněni byli: letec Imrich Gablech, řeholnice Anna Magdalena Schwarzová, která byla vězněna nacistickým i komunistickým režimem, Miluška Havlůjová, dcera politického vězně a bojovnice proti totalitě, a vězeň komunistického režimu Luboš Jednorožec.

### Ceny paměti národa 2012
Třetí ročník se konal 12. prosince 2012 v pražském Národním divadle. Osm budoucích laureátů bylo veřejnosti představeno již před samotným večerem skrze krátké filmové portréty odvysílané v České televizi. Laureáty se stali: Válečný veterán a bývalý politický vězeň Josef Holec, tři dámy, které přežily Holocaust: Eva Roubíčková, Markéta Nováková a Ilsa Maierová, protinacistický odbojář a bývalý politický vězeň Leopold Färber, někdejší agent – chodec a politický vězeň František Zahrádka, bývalá politická vězeňkyně Helena Šidáková a disident a bývalý politický vězeň František Stárek. Průběh večera dramaticky připravil Matěj Forman.

### Ceny paměti národa 2013
Ceny byly předány během slavnostního večera konaného k výročí 17. listopadu 2013 na pražském Žofíně. V rámci slavnostního večera měly premiéru hrané filmové portréty laureátů, natočené mladými filmaři pod vedením světoznámé režisérky Agnieszky Holland. Večerem provázel moderátor Jakub Železný. Laureáty druhého ročníku se stali: disidentka Dana Němcová, vězeň nacistického režimu Felix Kolmer a vězni komunistického režimu Fantišek Wiendl a Jiří Stránský.

### Ceny paměti národa 2014
Pátý ročník předávání cen poprvé překročil hranice České republiky a odborná porota vybírala i ze zahraničních kandidátů. Ceny byly předány 17. listopadu v Národním divadle. Při koncertě věnovaném laureátům ceny vystoupili například John Cale, Gábor Presser či Marián Varga. Ocenění získali Kornel Morawiecki, János Kenedi, Manfred Matthies, Anton Srholec a Dana Vargová.

### Ceny paměti národa 2015
U příležitosti 70. výročí konce druhé světové války se tento ročník věnoval nejstarší generaci; ocenění převzaly čtyři osobnosti z České a Slovenské republiky, které se dokázaly vzepřít nacismu. Životní příběhy Anny Hyndrákové, Lýdie Kovářové, Viktora Wellemína a Branislava Tvarožka představila krátká filmová doku-dramata z dílny režiséra Radima Špačka. Vystoupili Aneta Langerová, David Koller a kapely Tata Bojs a Preßburger Klezmer Band.

### Ceny paměti národa 2016
Ocenění v tomto roce převzali čtyři lidé z Česka i Slovenska, kteří se v mládí vzepřeli komunistické totalitě a za své morální postoje strávili roky v komunistických kriminálech. Sedmý ročník Cen paměti národa se odehrával 17. listopadu v Národním divadle. Životní příběhy Ludmily Váchalové, Jitky Malíkové, Antona Tomíka a Rudolfa Dobiáše představila krátká filmová doku-dramata z dílny režiséra Jana Jirků. Na galavečeru vystoupil živý orchestr Matěje Kroupy a Kafka Band.

### Ceny paměti národa 2017
Dne 17. listopadu 2017 převzali v Národním divadle ocenění Post Bellum političtí vězni František Suchý, Mária Matejčíková a František Lízna a Otto Šimko, účastník SNP pronásledovaný kvůli svému židovskému původu. Ceremoniál uváděl Martin Veselovský.

### Ceny paměti národa 2018
V sobotu dne 17. listopadu 2018 převzali v Národním divadle v Praze ocenění Post Bellum následující laureáti: Milena Blatná; Marta Szilárdová; Jiří Světlík a Helena Kociánová. Slavnostní večer byl přenášen od 20.00 Českou televizí (ČT2).

### Ceny paměti národa 2019
V neděli dne 17. listopadu 2019 převzali v Národním divadle v Praze ocenění Post Bellum následující laureáti: Dalma Špitzerová; Dietrich Koch; László Regéczy-Nagy; Wladyslav Frasyniuk a Miroslav Hampl. Slavnostní večer byl přenášen Českou televizí.

### Ceny paměti národa 2020
Jedenáctý ročník předávání Cen paměti národa byl ovlivněn vládou vyhlášeným nouzovým stavem (z důvodu druhé vlny pandemie covidu-19), proběhl dne 17. listopadu 2020 od 20.00 hodin v Národním divadle bez přítomnosti hostů, laureátů i studentského orchestru. Jedinými přítomnými byl moderátor večera Martin Veselovský a několik hudebníků. Průběh slavnostního vyhlášení přenášel Český rozhlas Plus společně s ČT2 a slovenskou stanicí RTVS. V průběhu předávání ocenění proběhla i online aukce uměleckých děl, jejíž výtěžek směřoval na podporu organizace Post Bellum. Laureáty Ceny Paměti národa pro rok 2020 byli vyhlášeni: Květoslava Bartoňová (in memoriam), Leonid „Levko“ Dohovič, Hana Truncová, Alžběta Vargová a Jarmila Weinbergerová.

### Ceny paměti národa 2021
Ve středu dne 17. listopadu 2021 převzali v Národním divadle v Praze ocenění Post Bellum následující laureáti: František Vaczula, Jarmila Stibicová, Lívia Herzová a Jiří Lukšíček. Slavnostní večer byl přenášen od 20:00 Českou televizí. 

### Ceny paměti národa 2022
Ve čtvrtek dne 17. listopadu 2022 převzali v Národním divadle v Praze ocenění Post Bellum následující laureáti: Anna Šestáková, Marie Henzlová, Marie Susedková, Pavel Eli Vago a Myroslav Marynovyč. Slavnostní večer byl přenášen od 20:00 Českou televizí.

### Ceny paměti národa 2023
V pátek dne 17. listopadu 2023 převezmou v Národním divadle v Praze ocenění Post Bellum následující laureáti: Eva Karvašová, Jan Litomiský, Marie Klangová, Vasyl Vyrozub a Mária Šidová. Slavnostní večer bude přenášen od 20:00 Českou televizí.

## Seznam oceněných

### 2010
| jméno oceněného           | důvod ocenění                |
| ------------------------- | ---------------------------- |
| Šimon Pánek               | studentský vůdce v roce 1989 |
| Tomáš Sedláček            | bojovník proti nacismu       |
| Věra Roubalová Kostlánová | disidentka a chartistka      |
| Jan Pecka                 | vězeň komunistického režimu  |

### 2011
| jméno oceněného           | důvod ocenění                                      |
| ------------------------- | -------------------------------------------------- |
| Imrich Gablech            | válečný letec, vězeň v komunistickém gulagu        |
| Anna Magdalena Schwarzová | řeholnice, vězeňkyně nacismu i komunismu           |
| Miluška Havlůjová         | dcera politického vězně a bojovnice proti totalitě |
| Luboš Jednorožec          | vězeň komunistického režimu                        |

### 2012
| jméno oceněného    | důvod ocenění                                           |
| ------------------ | ------------------------------------------------------- |
| Josef Holec        | Válečný veterán a bývalý politický vězeň                |
| Eva Roubíčková     | vězněna v nacistickém koncentračním táboře              |
| Markéta Nováková   | vězněna v nacistickém koncentračním táboře              |
| Ilsa Maierová      | vězněna v nacistickém koncentračním táboře              |
| Leopold Färber     | protinacistický odbojář a vězeň komunistického režimu   |
| František Zahrádka | vězeň komunistického režimu                             |
| Helena Šidáková    | politická vězeňkyně komunistického režimu               |
| František Stárek   | disident a bývalý politický vězeň komunistického režimu |

### 2013
| jméno oceněného | důvod ocenění                             |
| --------------- | ----------------------------------------- |
| Dana Němcová    | disidentka, vězněna komunistickým režimem |
| Felix Kolmer    | vězeň nacistického režimu                 |
| Fantišek Wiendl | vězeň komunistického režimu               |
| Jiří Stránský   | vězeň komunistického režimu               |

### 2014
| jméno oceněného      | důvod ocenění                                |
| -------------------- | -------------------------------------------- |
| Dana Vargová CZ      | matka disidenta s vážným tělesným postižením |
| Anton Srholec SK     | kněz, politický vězeň komunistického režimu  |
| Manfred Matthies DE  | převaděč, odpůrce komunistického režimu      |
| János Kenedi HU      | politický odpůrce komunistického režimu      |
| Kornel Morawiecki PL | lídr hnutí Bojující Solidarita               |

### 2015
| jméno oceněného    | důvod ocenění                               |
| ------------------ | ------------------------------------------- |
| Anna Hyndráková    | vězněna v nacistickém koncentračním táboře  |
| Lýdia Kovářová     | protinacistická odbojářka, spojka partyzánů |
| Bronislav Tvarožek | bojovník Slovenského národního povstání     |
| Viktor Wellemín    | bojovník proti nacismu                      |

### 2016
| jméno oceněného   | důvod ocenění                                      |
| ----------------- | -------------------------------------------------- |
| Ludmila Váchalová | vězeňkyně komunistického režimu                    |
| Rudolf Dobiáš     | vězeň komunistického režimu, odsouzen za velezradu |
| Jitka Malíková    | vězněna komunistickým režimem                      |
| Antonín Tomík     | zakladatel protikomunistické skupiny               |

### 2017
| jméno oceněného      | důvod ocenění                             |
| -------------------- | ----------------------------------------- |
| František Suchý CZ   | protinacistický a protikomunistický odboj |
| Mária Matejčíková SK | odpůrkyně komunistického režimu           |
| František Lízna CZ   | odpůrce komunistického režimu             |
| Otto Šimko SK        | partyzán Slovenského národního povstání   |

### 2018
| jméno oceněného  | důvod ocenění |
| ---------------- | --- |
| Milena Blatná    | Po maturitě v roce 1952 (s cílem vydělat si finanční prostředky na vysokoškolské studium) dobrovolně pracovala na šachtě jáchymovských dolů, kde dělala „spojku“ politickým věnům, jimž pomáhala v kontaktu s domovem, nosila jim jídlo a dopisy. Za jednoho z nich – Jiřího Blatného (1929–2003) (odsouzen v procesu se skupinou brněnských vysokoškoláků ke třinácti letům vězení za trestné činy velezrady a špionáže) se krátce po jeho propuštění (1958) provdala. |
| Marta Szilárdová | V létě 1944 byla spolu se sestrou a rodiči deportována do koncentračního tábora v Osvětimi, odkud pak v zimě 1944 byla ona i její sestra převezeny na nucenou práci do továrny v nacistickém Německu. Pochod smrti přežily obě. Po skončení druhé světové války žila v Česku, setkala se tu svým manželem a po čase se přestěhovala s ním a dvěma dětmi do Nitry. |
| Jiří Světlík     | Vyučený tiskař byl v lednu 1944 nuceně nasazen na práci do Velkoněmecké Říše. Tam jej Němci obvinili z napomáhání nepříteli, velezrady a z rozkladu branné síly německého národa, věznili jej, ale odsoudit jej již nestačili. Po skončení druhé světové války v Československu zažil znárodnění otcovy tiskárny po únoru 1948 a během vojenské prezenční služby byl svědkem počátků budování železné opony. V porcelánce v Lokti (spolu s dalšími osobami) pomáhal (v letech 1949 až 1950) vězňům v komunistických lágrech na Slavkovsku tím, že jim zprostředkovával spojení s domovem a též přísun potravin. Po odhalení této činnosti byl souzen jako vedoucí protistátní skupiny „Světlík a spol.“ a následně pak vězněn ve vyšetřovací vazbě StB v Klatovech, v Chebu, na Jáchymovsku (lágry Nikolaj, Rovnost) a ve věznici Kartouzy ve Valdicích. Roku 1962 byl propuštěn na amnestii. |
| Helena Kociánová | Již v 18 letech byla zatčena a surově vyslýchána slovenskou státní bezpečností. V říjnu 1952 byla v procesu „Krutý a spol.“ odsouzena za protistátní činnost k pětiletému vězení. V červnu 1955 utrpěla v nápravně–pracovním táboře v Želiezovcích těžký úraz, jenž skončil amputací nohy a pokračoval další rok následnými operačními zákroky. Na svobodu se dostala až v roce 1956. |

### 2019
| jméno oceněného     | důvod ocenění |
| ------------------- | --- |
| Dalma Špitzerová    | Během druhé světové války byla deportována z Liptovského Mikuláše do Užhorodu a později se dostala do sběrného tábora v Novákách (zde byl za 2. sv. války zřízen koncentrační tábor pro Židy). Dne 29. srpna 1944 se přidala ke Slovenskému národnímu povstání (pracovala v tiskovém oddělení partyzánského hnutí). Po druhé světové válce se vdala za slovenského literárního historika a publicistu Juraje Špitzera, hrála na Nové scéně a později v bratislavském kabaretu Tatra revue. Během normalizace pracovala ve Slovenské televizi jako asistentka režie. Začátkem 90. let 20. století založila soukromé studio herecké výchovy, které získalo v Paříži i mezinárodní cenu. V lednu 2016 jí udělil slovenský prezident Andrej Kiska nejvyšší slovenské státní vyznamenání. |
| Dietrich Koch       | Od roku 1962 pracoval jako teoretický fyzik v německé Akademii věd v NDR, v Lipsku. Politickou kriminální policií byl zatčen poprvé v květnu 1968 během protestního shromáždění a ihned poté byl propuštěn ze zaměstnání. Následovalo druhé zatčení v roce 1970 pro podezření osnování útěku ze země. Byl obviněn z protistátní činnosti, protistátních nenávistných projevů a utváření protistátních skupin. Stasi při jeho výsleších aplikovala i psychotropní drogy. Během 23 měsíců trvající vazby se vyšetřovatelům nepodařilo vynutit ani jeho přiznání a ani obvinění kohokoli dalšího. Stasi jej nakonec odsoudila k trestu dva a půl roku věznění s následným umístěním v psychiatrické léčebně. V roce 1972 byl deportován do Západního Německa, studoval filozofii, složil doktorát a pracoval jako filozof na univerzitě v Essenu. V roce 1995 uznala Saská vyšetřovací komise, že v jeho případě šlo nesporně o zneužití psychiatrie k politickým účelům.                                                       |
| László Regéczy-Nagy | V roce 1945 padl jako čerstvý důstojník maďarské armády do britského zajetí. Po 2. sv. válce a nástupu komunistů byl nucen armádu opustit a pracovat jako nekvalifikovaná síla (pastevec, skladník, řidič náklaďáku). Od roku 1949 byl zaměstnán jako řidič britského velvyslanectví v Budapešti. Během maďarských událostí v říjnu 1956 působil jako „spojka“ mezi povstalci a Západem. Společně s Árpádem Gönczem propašoval na Západ poslední prohlášení revolučního předsedy vlády Imreho Nagye. Spisy ministra revoluční vlády a politologa Istvána Bibóa sice dostal na Západ obdobně, ale byl spolu s ním v roce 1957 odsouzen k trestu 15 let odnětí svobody. Po intervenci barmského diplomata a generálního tajemníka OSN Maha Thray Sithu U Thanta byl po šesti letech z výkonu trestu v roce 1963 propuštěn na svobodu a pracoval nejprve jako pomocný dělník a později pak jako překladatel. V roce 1988 založil „Výbor pro historickou spravedlnost“.                                                          |
| Wladyslav Frasyniuk | Absolvent automobilové průmyslovky (od roku 1976 řidič dopravních podniků) stál v srpnu 1980 v čele dělnických protestů ve Wroclawi a po vzniku odborového hnutí Solidarita byl nejprve tiskovým mluvčím Mezipodnikového zakladatelského výboru ve Wroclawi (MKZ), od března 1981 pak předsedou wroclawského výboru MKZ. Zatýkání vůdců Solidarity po vyhlášení výjimečného stavu 13. prosince 1981 unikl, deset měsíců se skrýval a v ilegalitě pokračoval ve vedení Solidarity v Dolnoslezském regionu. S krátkými přestávkami byl od října 1982 několikrát v průběhu 4 let vězněn. V roce 1986 byl propuštěn na amnestii. V čele Solidarity v Dolnoslezském regionu dále působil jako člen celostátního výkonného výboru Solidarity a v polovině roku 1989 se účastnil tzv. „rozhovorů u kulatého stolu“ mezi opozicí a vládou. Po pádu komunismu v Polsku založil vlastní přepravní firmu, zasedal v městském zastupitelstvu Wroclawi a třikrát byl poslancem Sejmu. Po roce 2000 se dále politicky a občansky angažuje. |
| Miroslav Hampl      | V roce 1947 nastoupil ke studiu na obuvníka do Baťovy školy práce, ale po únoru 1948 byl vybrán na roční brigádu do těžkého průmyslu. V Jáchymovských dolech, kde pracoval jako kolektor, se snažil všemožně pomáhat politickým vězňům. Za pomoc k útěku vězně Bohuslava Pánka byl sám 27. listopadu 1952 zatčen a 22. září 1953 odsouzen na tři roky vězení. Trest si odpykával v pracovním táboře v Ležnici, kde jej podporovali přátelé vězni, jimž jako civilní zaměstnanec předtím v Jáchymově sám pomáhal. Na amnestii byl 28. září 1954 podmínečně propuštěn a až do odchodu do důchodu pracoval u okresního stavebního podniku. |

### 2020
| jméno oceněného        | důvod ocenění |
| ---------------------- | --- |
| Květoslava Bartoňová   | Po druhé světové válce Květoslava Bartoňová (rozená Axmanová) se svou spolužačkou (rovněž studentkou učitelství) Věrou Kristovou zorganizovala sbírku šatstva pro děti ze slovenských vesnic v takzvaném Údolí smrti. Pod záštitou Československé společnosti pak zajistila dostatek prostředků na jeden školní rok pro 45 dětí. (Ocenění uděleno in memoriam.) |
| Leonid „Levko“ Dohovič | Ve věku 14 let odsouzen sovětskou justicí k 10 letům vězení za protibolševické postoje. Dalších 10 let žalářování mu režim přidal za pokus o prokopání útěkového tunelu do Finska. |
| Hana Truncová          | Po Únoru 1948 pomohla ve spolupráci s převaděčem několika lidem k přechodu státních hranic a k útěku z Československa. Státní tajnou bezpečností zatčena v roce 1951 a trest 13 let si odpykala v komunistických pracovních táborech. Po roce 1968 jako referentka pobočky cestovní kanceláře Čedok opět pomáhala lidem k odchodu do zahraničí.                 |
| Alžběta Vargová        | Spolu se svým otcem sepisovala jména Židů, kteří byli zastřeleni v Seredi a slovenští fašisté je pohřbívali na židovském hřbitově v Seredi do neoznačených hrobů. Díky tomu mohly být po skončení druhé světové války tyto hroby osazeny malými pomníčky se jmény pohřbených.                                                                                   |
| Jarmila Weinbergerová  | Česká lékařka židovského původu prošla během druhé světové války čtyřmi nacistickými koncentračními tábory. Jako zdravotní sestra na marodce v Terezíně zachraňovala životy vězňů. V rodinném táboře v Osvětimi se jako vychovatelka starala o malé děti. |

### 2021[61]
| jméno oceněného   | důvod ocenění |
| ----------------- | --- |
| Jarmila Stibicová | podepsala Chartu 77, mnohokrát ji zatkla StB, a přitom se nenechala zlomit                                           |
| Lívia Herzová     | svým odhodláním zachránila v Osvětimi život matce                                                                    |
| Jiří Lukšíček     | organizátor skautské odbojové skupiny, který strávil šest let v uranových lágrech                                    |
| František Vaczula | byl vězněn za pokus o útěk přes hranice a strávil tři roky v těžkých podmínkách oddílů Pomocných technických praporů |